# U-17-Fußball-Europameisterschaft 2011
Die 29. U-17-Fußball-Europameisterschaft fand vom 3. bis 15. Mai 2011 in Serbien statt. Sie diente auch als Qualifikation für die U-17-Fußball-Weltmeisterschaft 2011 in Mexiko. Die besten sechs Mannschaften qualifizieren sich für die WM.

## Qualifikation
Die erste Qualifikationsrunde begann am 17. September 2010 und wurde am 1. November 2010 abgeschlossen. Die Eliterunde begann am 9. März 2011 und endete am 31. März 2011. In der ersten Qualifikationsrunde konnten sich Deutschland und Österreich, die beide in Gruppe 2 mit Estland und Bosnien und Herzegowina antraten, durchsetzen und die Eliterunde erreichen. Die Schweiz ließ Schottland, Luxemburg und Mazedonien hinter sich und nahm damit ebenfalls an der nächsten Runde teil. In der Eliterunde trafen Deutschland und die Schweiz aufeinander, ebenso spielten beide gegen die Türkei und Ukraine. Deutschland setzte sich mit drei Siegen und neun Punkten souverän als Tabellenerster durch. Die Schweiz erreichte lediglich drei Punkte und schied noch hinter der Türkei liegend aus. Österreich spielte in einer Gruppe mit Portugal, Kroatien und den Niederlanden und konnte mit drei Punkten und Platz drei ebenfalls nicht die Endrunde erreichen.

## Modus
Die acht qualifizierten Mannschaften wurden auf zwei Gruppen zu je vier Mannschaften aufgeteilt. Innerhalb der Gruppen spielte jede Mannschaft einmal gegen jede andere. Die Gruppensieger und Gruppenzweiten erreichten das Halbfinale. Die Halbfinalsieger erreichten das Finale, Platz drei wurde nicht ausgespielt.

## Teilnehmer
52 U-17-Nationalteams nahmen an der ersten Qualifikationsrunde teil. Gastgeber Serbien war als einzige Mannschaft automatisch für die Endrunde gesetzt. Somit wurden sieben weitere Plätze an die sieben Gruppensieger der Eliterunde vergeben.
An der Endrunde nehmen die folgenden acht Teams teil: 
| - Dänemark - Deutschland - England - Frankreich | - Niederlande - Rumänien - Serbien - Tschechien |

### DFB-Auswahl
| Nr. | Spieler              | Verein              |
| --- | -------------------- | ------------------- |
| 01  | Odisseas Vlachodimos | VfB Stuttgart       |
| 02  | Mitchell Weiser      | 1. FC Köln          |
| 03  | Cimo Röcker          | Werder Bremen       |
| 04  | Koray Günter         | Borussia Dortmund   |
| 05  | Nico Perrey          | Arminia Bielefeld   |
| 06  | Robin Yalçın         | VfB Stuttgart       |
| 08  | Emre Can             | Bayer 04 Leverkusen |
| 09  | Samed Yesil          | Bayer 04 Leverkusen |
| 10  | Levent Ayçiçek       | Werder Bremen       |
| 11  | Patrick Weihrauch    | FC Bayern München   |
| 12  | Cedric Wilmes        | Borussia Dortmund   |
| 13  | Kaan Ayhan           | FC Schalke 04       |
| 14  | Nils Quaschner       | Hansa Rostock       |
| 15  | Okan Aydın           | Bayer 04 Leverkusen |
| 16  | Sven Mende           | VfB Stuttgart       |
| 18  | Fabian Schnellhardt  | 1. FC Köln          |
| 21  | Erich Berko          | VfB Stuttgart       |
| 22  | Koray Kaçınoğlu      | MSV Duisburg        |

- Trainer: Steffen Freund

Aufgrund einer Verletzung von Levent Ayçiçek und der Sperren mehrerer Spieler nominierte Trainer Freund einen Tag vor dem Halbfinale gegen Dänemark den Verteidiger Jeremy Toljan vom VfB Stuttgart nach. Außerdem wurde Ersatzkeeper Wilmes auch als Feldspieler mit der Nummer 7 gemeldet.

## Vorrunde

### Gruppe A
| Pl. | Land       | Sp. | S | U | N | Tore    | Diff. | Punkte |
| --- | ---------- | --- | - | - | - | ------- | ----- | ------ |
| 1.  | Dänemark   | 3   | 3 | 0 | 0 | 006:200 | +4    | 09     |
| 2.  | England    | 3   | 1 | 1 | 1 | 005:400 | +1    | 04     |
| 3.  | Frankreich | 3   | 0 | 2 | 1 | 003:400 | −1    | 02     |
| 4.  | Serbien    | 3   | 0 | 1 | 2 | 003:700 | −4    | 01     |

|                          |   |            |     |
| 3. Mai 2011 in Novi Sad  |   |            |     |
| Serbien                  | – | Dänemark   | 2:3 |
| 3. Mai 2011 in Inđija    |   |            |     |
| Frankreich               | – | England    | 2:2 |
| 6. Mai 2011 in Smederevo |   |            |     |
| Serbien                  | – | Frankreich | 1:1 |
| 6. Mai 2011 in Novi Sad  |   |            |     |
| Dänemark                 | – | England    | 2:0 |
| 9. Mai 2011 in Inđija    |   |            |     |
| England                  | – | Serbien    | 3:0 |
| 9. Mai 2011 in Novi Sad  |   |            |     |
| Dänemark                 | – | Frankreich | 1:0 |

### Gruppe B
| Pl. | Land        | Sp. | S | U | N | Tore    | Diff. | Punkte |
| --- | ----------- | --- | - | - | - | ------- | ----- | ------ |
| 1.  | Niederlande | 3   | 2 | 1 | 0 | 003:000 | +3    | 07     |
| 2.  | Deutschland | 3   | 1 | 1 | 1 | 002:300 | −1    | 04     |
| 3.  | Tschechien  | 3   | 0 | 3 | 0 | 002:200 | ±0    | 03     |
| 4.  | Rumänien    | 3   | 0 | 1 | 2 | 001:300 | −2    | 01     |

|                          |   |             |     |
| 3. Mai 2011 in Smederevo |   |             |     |
| Deutschland              | – | Niederlande | 0:2 |
| 3. Mai 2011 in Belgrad   |   |             |     |
| Tschechien               | – | Rumänien    | 1:1 |
| 6. Mai 2011 in Smederevo |   |             |     |
| Deutschland              | – | Tschechien  | 1:1 |
| 6. Mai 2011 in Belgrad   |   |             |     |
| Niederlande              | – | Rumänien    | 1:0 |
| 9. Mai 2011 in Smederevo |   |             |     |
| Rumänien                 | – | Deutschland | 0:1 |
| 9. Mai 2011 in Belgrad   |   |             |     |
| Niederlande              | – | Tschechien  | 0:0 |

## Finalrunde
|  | Halbfinale  | Halbfinale |             |             | Finale | Finale |
|  |             |            |             |             |        |        |
|  |             |            |             |             |        |        |
|  | Dänemark    | 0          |             |             |        |        |
|  | Deutschland | 2          |             |             |        |        |
|  |             |            | Deutschland | 2           |        |        |
|  |             |            |             | Niederlande | 5      |        |
|  | Niederlande | 1          |             |             |        |        |
|  | England     | 0          |             |             |        |        |
|  |             |            |             |             |        |        |

### Halbfinale
|                                       |   |             |           |
| 12. Mai 2011 um 11:30 Uhr in Novi Sad |   |             |           |
| Niederlande                           | – | England     | 1:0 (1:0) |
| 12. Mai 2011 um 16:30 Uhr in Novi Sad |   |             |           |
| Dänemark                              | – | Deutschland | 0:2 (0:0) |

### Finale
|                                       |   |             |           |
| 15. Mai 2011 um 11:00 Uhr in Novi Sad |   |             |           |
| Deutschland                           | – | Niederlande | 2:5 (2:2) |

## Schiedsrichter
Schiedsrichter
- Sébastien Delferiere
- Liran Liany
- Steven McLean
- Artur Dias
- Kristo Tohver
- Stavros Tritsonis

Schiedsrichterassistenten
- Raúl Cabañero Martínez
- Peter Chládek
- Ridiger Çokaj
- Zaven Hovhannisyan
- Iwo Kolew
- Giorgi Kruaschwili
- Arunas Šeškus
- Vencel Tóth

Vierte Offizielle
- Vlado Glodovic
- Boško Jovanetić

## Beste Torschützen
| Platz | Spieler          | Tore |
| ----- | ---------------- | ---- |
| 1     | Kyle Ebecilio    | 3    |
|       | Hallam Hope      | 3    |
|       | Tonny Vilhena    | 3    |
|       | Samed Yesil      | 3    |
| 5     | Sébastien Haller | 2    |
|       | Viktor Fischer   | 2    |

## Mannschaft des Turniers
| Torhüter               | Abwehr | Mittelfeld                                                                       | Stürmer                                                                                | Bester Spieler |
| ---------------------- | --- | -------------------------------------------------------------------------------- | -------------------------------------------------------------------------------------- | -------------- |
| Boy De Jong Lukas Zima | Mads Aaquist Nathaniel Chalobah Nicolai Johannessen Terence Kongolo Frederik Holst Benjamin Mendy Mitchell Weiser Jetro Willems | Yassine Ayoub Emre Can Kyle Ebecilio John Lundstram Soualiho Meite Patrick Olsen | Anass Achahbar Memphis Depay Viktor Fischer Tonny Vilhena Abdallah Yaisien Samed Yesil | Kyle Ebecilio  |